# 5 Dywizja Landwehry (Cesarstwo Niemieckie)

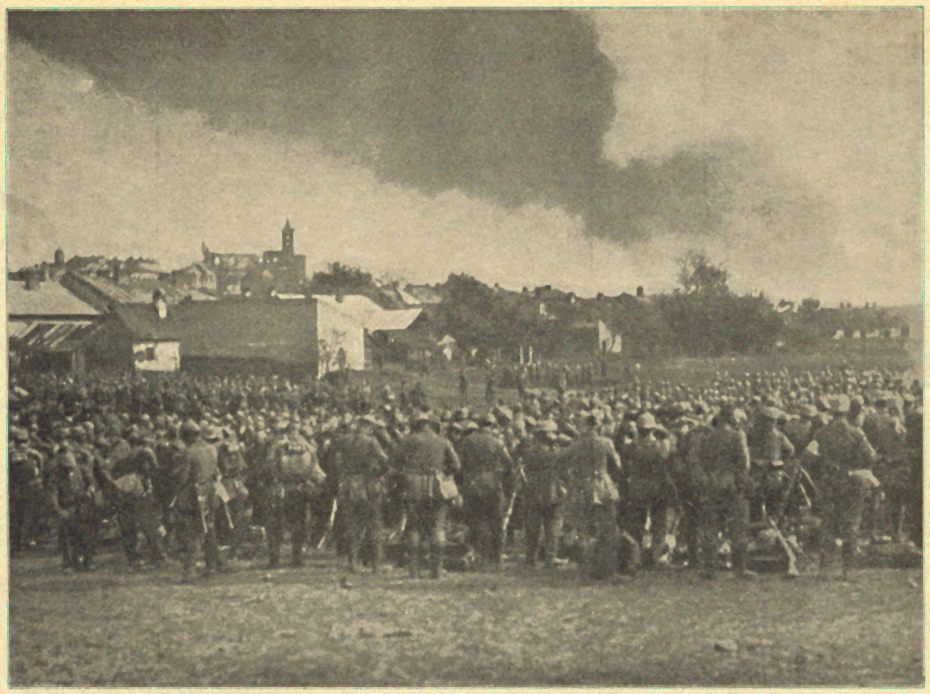
Żołnierze niemieccy na tle Gorlic przygotowują się do pościgu za Rosjanami

5 Dywizja Landwehry (niem. 5. Landwehr-Division (Deutsches Kaiserreich)) – niemiecki związek taktyczny okresu Cesarstwa Niemieckiego, zmobilizowany w sierpniu 1914.
Żołnierze 5 Dywizji Landwehry wzięli udział w bitwie pod Gorlicami w maju 1915.

## Skład po mobilizacji
- 22.Landwehr-Infanterie-Brigade
  - Landwehr-Infanterie-Regiment Nr. 11
  - Landwehr-Infanterie-Regiment Nr. 51
- 23.Landwehr-Infanterie-Brigade
  - Landwehr-Infanterie-Regiment Nr. 22
  - Landwehr-Infanterie-Regiment Nr. 23
- Ersatz-Kavallerie-Regiment
- Landwehr-Kavallerie-Regiment Nr. 2
- Ersatz-Abteilung/Feldartillerie-Regiment von Puecker (1. Schlesisches) Nr. 6
- Ersatz-Abteilung/2. Oberschlesisches Feldartillerie-Regiment Nr. 57
- 1.Landsturm-Batterie/VI.Armeekorps
- 2.Landsturm-Batterie/VI.Armeekorps
- Ersatz-Kompanie/Schlesisches Pionier-Bataillon Nr. 6

## Skład w 1918
- 30.Landwehr-Infanterie-Brigade
  - Landwehr-Infanterie-Regiment Nr. 25
  - Landwehr-Infanterie-Regiment Nr. 36
  - Landwehr-Infanterie-Regiment Nr. 65
- 2.Eskadron/Ulanen-Regiment Hennigs von Treffenfeld (Altmärkisches) Nr. 16
- Landwehr-Feldartillerie-Regiment Nr. 256
- Stab Pionier-Bataillon Nr. 405
  - 1.Landwehr-Pionier-Kompanie/XI. Armeekorps
  - 1.Landwehr-Pionier-Kompanie/XVI. Armeekorps
  - Minenwerfer-Kompanie Nr. 305
- Divisions-Nachrichten-Kommandeur 505